# Denis Mahmudov
Denis Mahmudov (Macedonisch: Денис Махмудов ) (Veles, 6 november 1989) is een Macedonisch-Nederlands voetballer die als aanvaller speelt.

## Loopbaan
Het gezin Mahmudov kwam in 2004 naar Nederland en hij begon in de jeugd bij AGOVV Apeldoorn. Hierna speelde hij kort in de jeugd voor Vitesse en kwam in 2006 in het beloftenteam van AGOVV Apeldoorn. Voor die laatste club speelde hij in de seizoenen 2007/08 en 2008/09 in totaal 13 wedstrijden in de eerste divisie, waarin hij eenmaal scoorde. In het seizoen 2007/08  speelde ook zijn broer Kenan in twee wedstrijden voor AGOVV Apeldoorn.
Vanaf het seizoen 2009/10 speelde hij in Wezep voor de amateurs van WHC, dat uitkomt in de Zaterdag Hoofdklasse C.
In de zomer van 2012/13 werd hij overgenomen door Excelsior '31, zij kwamen destijds uit in de Zaterdag Topklasse
Sinds 4 november 2013 is Mahmudov twee weken op proef bij Eredivisieclub PEC Zwolle. Vanaf januari 2014 speelt hij bij PEC Zwolle. In de zomer van 2014 werd hij voor een jaar verhuurd aan Sparta. Op 29 juni 2015 werd bekend dat Mahmudov voor twee seizoenen een contract tekent bij het Bulgaarse Levski Sofia In januari 2016 werd zijn contract ontbonden. Op 3 februari 2016 tekende hij een contract bij Banants Jerevan uit Armenië. In het seizoen 2016/17 speelde hij bij Telstar en in de zomer van 2017 ging hij naar FC Dordrecht. In de zomer van 2018 tekende hij een tweejarig contract bij Excelsior. Na de degradatie uit de Eredivisie in 2019, verbond Mahmudov zich eind juli 2019 aan Pjoenik Jerevan. In augustus 2020 ging hij naar KSV Roeselare. Die club ging echter in september 2020 failliet. In oktober 2020 ging hij naar het Italiaanse Siena dat uitkomt in de Serie D. In augustus 2021 sloot Mahmudov aan bij TEC dat uitkomt in de Tweede divisie.

## Clubstatistieken
| Seizoen                         | Club            | Competitie         | Competitie | Competitie | Beker | Beker | Internationaal | Internationaal | Overig | Overig | Totaal | Totaal |
| Seizoen                         | Club            | Competitie         | Wed.       | Dlp.       | Wed.  | Dlp.  | Wed.           | Dlp.           | Wed.   | Dlp.   | Wed.   | Dlp.   |
| ------------------------------- | --------------- | ------------------ | ---------- | ---------- | ----- | ----- | -------------- | -------------- | ------ | ------ | ------ | ------ |
| 2007/08                         | AGOVV Apeldoorn | Eerste divisie     | 9          | 1          | 0     | 0     | 0              | 0              | 0      | 0      | 9      | 1      |
| 2008/09                         | AGOVV Apeldoorn | Eerste divisie     | 4          | 0          | 0     | 0     | 0              | 0              | 0      | 0      | 4      | 0      |
| 2009/10                         | WHC             | Zat. Hoofdklasse C | -          | 15         | 2     | 2     | 0              | 0              | 0      | 0      | -      | 17     |
| 2010/11                         | WHC             | Zat. Hoofdklasse C | -          | 18         | 0     | 0     | 0              | 0              | 0      | 0      | -      | 18     |
| 2011/12                         | WHC             | Zat. Hoofdklasse C | -          | 18         | 0     | 0     | 0              | 0              | 0      | 0      | -      | 18     |
| 2012/13                         | Excelsior '31   | Topklasse          | 27         | 16         | 0     | 0     | 0              | 0              | 0      | 0      | 27     | 16     |
| 2013/14                         | Excelsior '31   | Topklasse          | 15         | 19         | 2     | 0     | 0              | 0              | 0      | 0      | 17     | 19     |
| 2013/14                         | PEC Zwolle      | Eredivisie         | 7          | 1          | 1     | 2     | 0              | 0              | 0      | 0      | 8      | 3      |
| 2014/15                         | PEC Zwolle      | Eredivisie         | 0          | 0          | 0     | 0     | 0              | 0              | 0      | 0      | 0      | 0      |
| 2014/15                         | → Sparta        | Eerste divisie     | 32         | 14         | 2     | 1     | 0              | 0              | 0      | 0      | 34     | 15     |
| 2015/16                         | Levski Sofia    | A PFG              | 10         | 0          | 2     | 0     | 0              | 0              | 0      | 0      | 12     | 0      |
| 2015/16                         | Banants Jerevan | Bardzragujn chumb  | 7          | 0          | 2     | 0     | 0              | 0              | 0      | 0      | 9      | 0      |
| 2016/17                         | Telstar         | Eerste divisie     | 29         | 4          | 2     | 2     | 0              | 0              | 0      | 0      | 31     | 6      |
| 2017/18                         | FC Dordrecht    | Eerste divisie     | 38         | 15         | 1     | 0     | 0              | 0              | 4      | 3      | 43     | 18     |
| 2018/19                         | Excelsior       | Eredivisie         | 18         | 3          | 1     | 0     | 0              | 0              | 0      | 0      | 19     | 3      |
| 2019/20                         | Pjoenik Jerevan | Bardzragujn chumb  | 12         | 5          | 0     | 0     | 2              | 0              | 0      | 0      | 14     | 5      |
| Carrière totaal                 | Carrière totaal | Carrière totaal    | 208        | 129        | 15    | 7     | 2              | 0              | 4      | 3      | 229    | 139    |
| Bijgewerkt t/m 18 november 2019 |                 |                    |            |            |       |       |                |                |        |        |        |        |

## Erelijst

### MetPEC Zwolle
| Nationaal                    |    |         |
| Winnaar KNVB beker           | 1x | 2013/14 |
| Winnaar Johan Cruijff Schaal | 1x | 2014    |